# Transports dans l'Yonne

Les transports dans le département français de l'Yonne sont principalement organisés autour de l'un des axes de communication principaux du territoire français, celui qui relie l'Île-de-France à la vallée du Rhône, et qui traverse le département du nord-ouest au sud-est. Les routes nationales 5 et 6 et la ligne de Paris-Lyon à Marseille-Saint-Charles assuraient ainsi une desserte de qualité à de nombreux bourgs d'un département pourtant rural et peu peuplé. En revanche, le département de l'Yonne bénéficie peu des infrastructures plus récentes, autoroutes A6 et A5 et LGV Sud-Est, qui le desservent peu — 9 échangeurs sur les 185 km d'autoroutes du département — ou pas — aucune desserte TGV.

## Transport routier

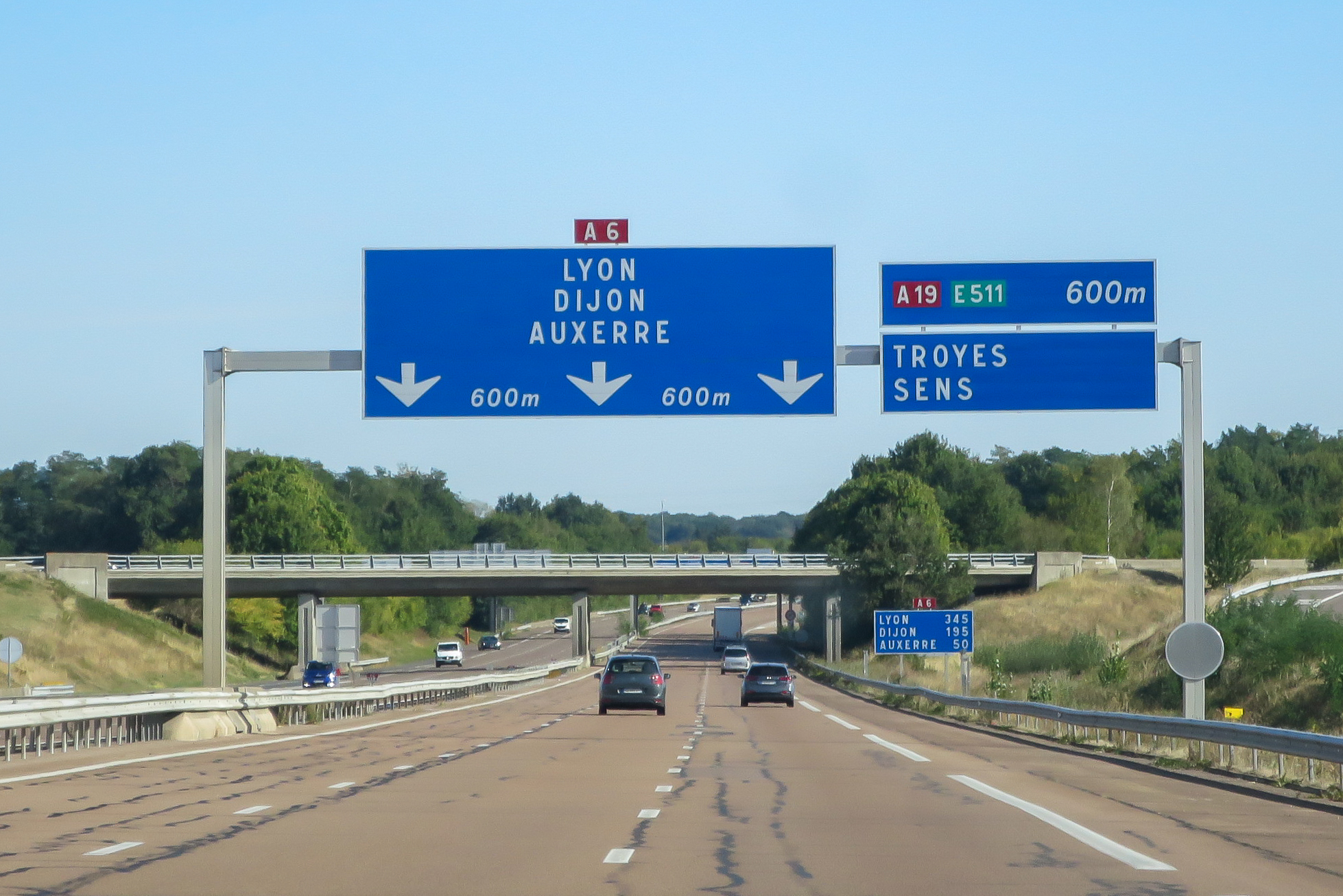
L'autoroute A6 au niveau de l'échangeur avec l'autoroute A19, près de Savigny-sur-Clairis.

### Infrastructures routières
L'Yonne était traversée par la route nationale 6, l'un des plus importants axes routiers de France avant la construction des autoroutes, qui reliait Paris à Lyon et au sud-est et était équipé de nombreuses voies de dépassement et contournements d'agglomérations. Cette route a été déclassée en route départementale 606 et son trafic, qui reste important, est principalement régional et local : elle passe dans ou à proximité des six communes les plus peuplées du département, soit du nord au sud Sens, Villeneuve-sur-Yonne, Joigny, Migennes, Auxerre et Avallon.
Les principaux axes routiers du département sont aujourd'hui les autoroutes :
- A6, qui a remplacé la RN 6 pour les circulations entre Paris et le Sud-Est et qui dessert notamment Auxerre et Avallon,
- A5, construite en partie dans le but de doubler l'A6 saturée, qui dessert notamment Sens avant de se diriger vers Troyes,
- A19, qui relie les deux premières au niveau de Sens et se poursuit vers Montargis et Orléans.

Ces autoroutes, toutes concédées et payantes, ont en commun un faible nombre d'échangeurs avec le réseau routier local : il y a ainsi souvent plus de 20 km entre deux échangeurs.

### Transport collectif de voyageurs
L'Yonne est desservie par le réseau régional de transport routier Mobigo, qui compte une vingtaine de lignes régulières dans le département.

## Transport ferroviaire

### Historique

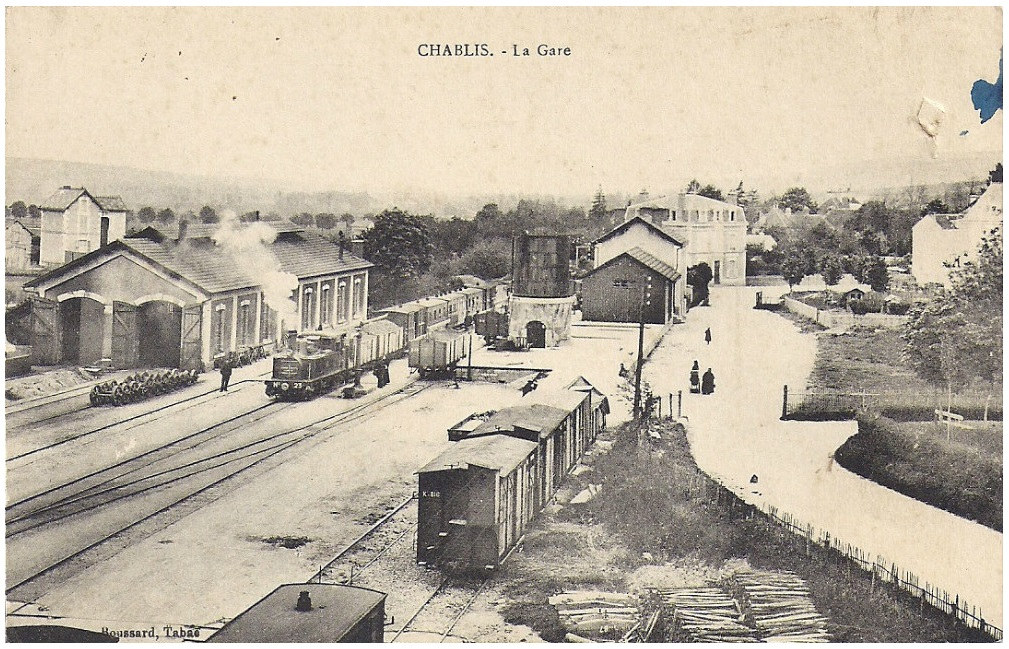
La gare de Chablis du tacot du Serein au début du XXe siècle.

La première ligne de chemin de fer de l'Yonne, et qui reste jusqu'à nos jours son axe structurant, est la ligne « impériale » de Paris à Lyon et Marseille, ouverte entre 1849 et 1851 dans le département. La gare de Laroche - Migennes, à l'origine de l'embranchement vers Auxerre ouvert en 1855, mais surtout située à mi-chemin entre Paris à Dijon à une époque où les locomotives à vapeur ne pouvaient parcourir cette distance sans arrêt, sera à l'origine de la transformation du village de Migennes en une importante ville cheminote. La ligne Paris-Marseille sera quadruplée dans les années 1920-1930 jusqu'à Saint-Florentin, faisant de Paris - Saint-Florentin le plus long tronçon à quatre voies du réseau ferroviaire français, puis électrifiée dès 1949-1950.
À côté de la ligne impériale, de nombreuses lignes moins importantes complètent progressivement le réseau d’intérêt général du département, développé par la Compagnie des chemins de fer de Paris à Lyon et à la Méditerranée (PLM). À la fin du XIXe siècle, le chemin de fer d’intérêt général atteignait la plupart des villes et bourgs du département, dont Auxerre-Saint-Gervais, Avallon, Charny, L'Isle-sur-Serein, Joigny, Pont-sur-Yonne, Saint-Florentin, Saint-Fargeau, Sens, Tonnerre, Toucy et Villeneuve-l'Archevêque.
L'Yonne a également été desservie par quelques lignes de chemins de fer d’intérêt local. Le « tacot du Serein » relie Laroche - Migennes à L'Isle-sur-Serein par Chablis et Noyers à partir de 1887. Les Chemins de fer d'intérêt local de l'Yonne ouvrent entre 1901 et 1914 plusieurs lignes entre Sens et la Seine-et-Marne et entre Joigny, Toucy et Auxerre. Les Chemins de fer départementaux (CFD), qui reprennent ce réseau en 1923, le complètent à la fin des années 1920 par des lignes reliant Sens à Villeneuve-l'Archevêque et Nogent-sur-Seine. Toutes ces lignes fermeront entre 1938 et 1951.
L'ouverture de la LGV Sud-Est en 1981-1983 entraîne l'arrêt de la circulation de trains de longue distance sur la ligne classique Paris-Marseille. Un TGV « Melun Yonne Méditerranée » circule à partir de 1999 et permet une desserte de Lyon, Marseille voire Montpellier largement améliorée depuis Sens et Laroche-Migennes, mais est abandonné en 2011 faute de fréquentation.
|                                             |
| Le réseau ferroviaire à son apogée en 1930. |

|                                     |
| Le réseau ferroviaire de nos jours. |

|                                                    |
| Carte animée de l’évolution du réseau ferroviaire. |

### Situation actuelle

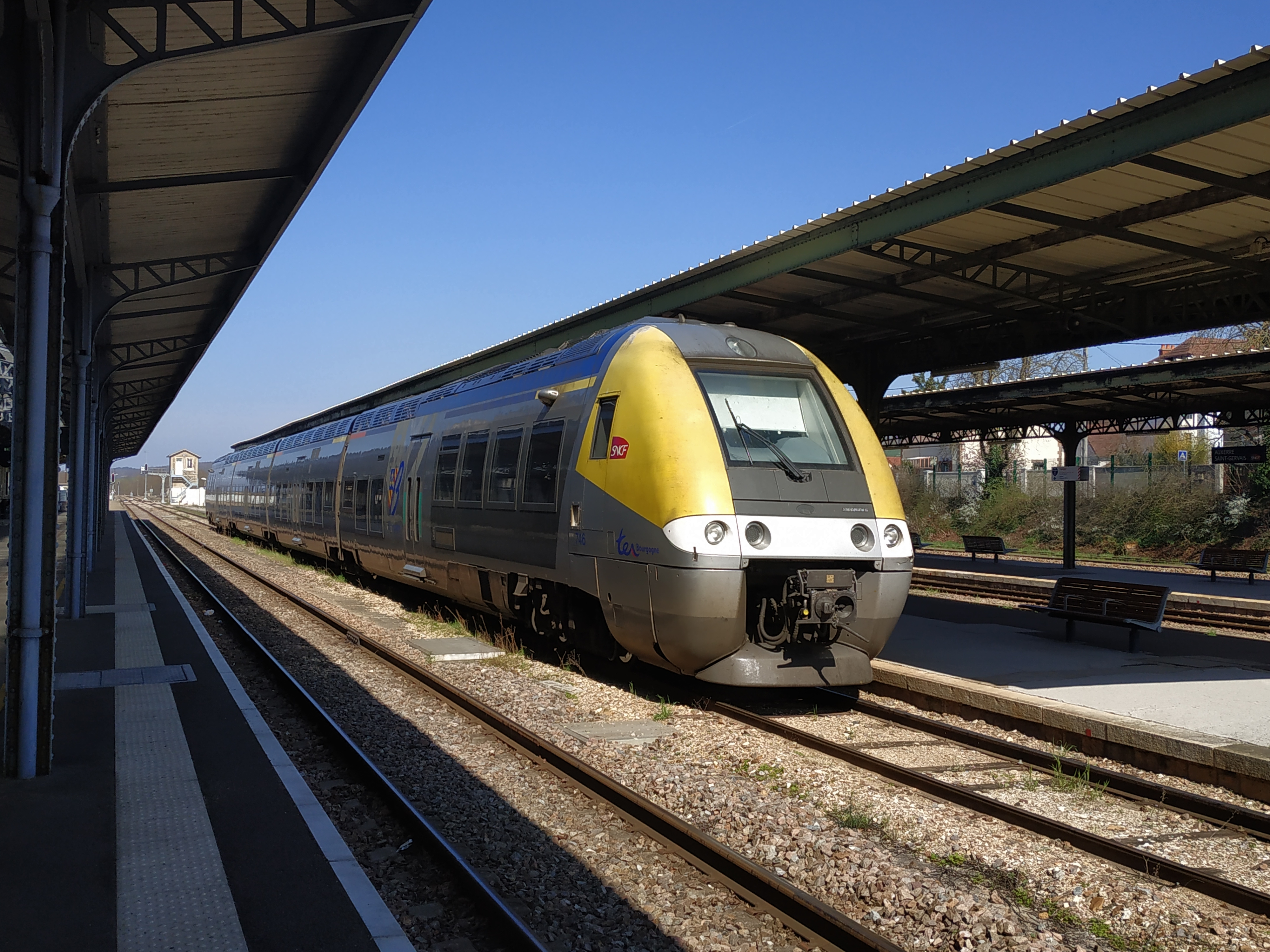
Une rame TER Bourgogne en gare d'Auxerre-Saint-Gervais en 2019.

La gare la plus fréquentée est Sens avec 1 150 000 voyageurs, suivie d'Auxerre-Saint-Gervais, Laroche - Migennes et Joigny dont la fréquentation annuelle est comprise entre 340 000 et 450 000 voyageurs en 2019. La gare de Sens, située à une heure de Paris, a une activité essentiellement marquée par les liaisons pendulaires entre la capitale et la région sénonaise.
Les deux lignes principales traversant l'Yonne sont la ligne de Paris-Lyon à Marseille-Saint-Charles, qui concentre l'essentiel du trafic TER Bourgogne-Franche-Comté et qui est bien équipée — électrification en courant continu 1500 V et quatre voies jusqu'à la gare de Saint-Florentin - Vergigny, deux au-delà — et la LGV Sud-Est, qui voit circuler un dense trafic de TGV inOui et Ouigo mais ne dessert aucune gare dans l'Yonne. 
De la ligne classique Paris-Marseille se sépare en gare de Laroche - Migennes un embranchement non-électrifié vers Auxerre ; au-delà d'Auxerre, cet embranchement se prolonge par deux branches vers Avallon et Corbigny, au trafic modeste.

## Transport fluvial

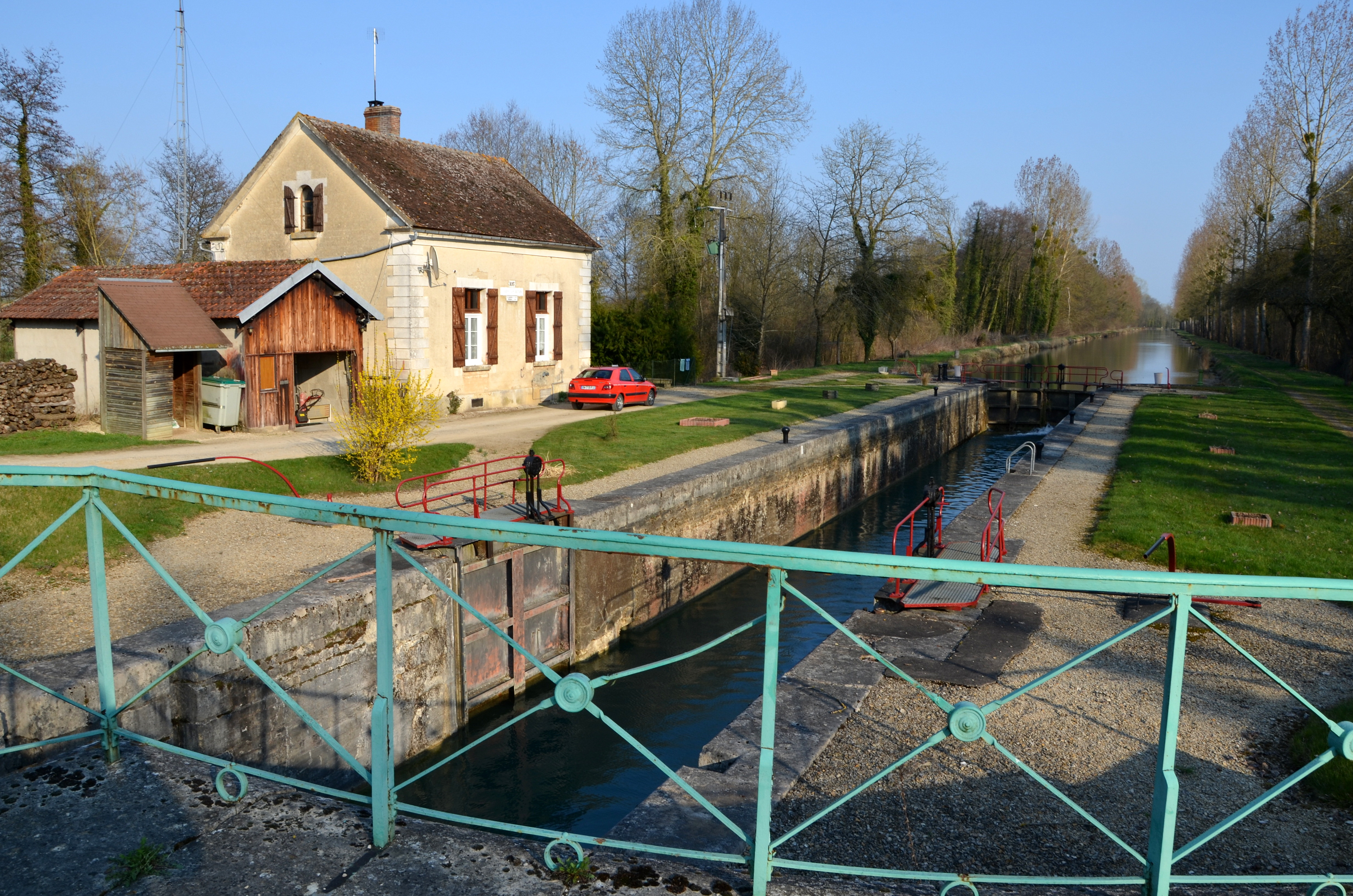
L'écluse d'Égrevin sur le canal de Bourgogne.

L'Yonne est navigable à moyen gabarit en aval d'Auxerre (classe II CEMT jusqu'à Villevallier et classe III CEMT au-delà), jusqu'à son confluent à Montereau-Fault-Yonne avec la Seine canalisée à grand gabarit. Le port fluvial multimodal de Gron s'est développé grâce à la création d'une navette vers Le Havre, pour les conteneurs et les colis lourds, inaugurée en juillet 2010.
Deux canaux prolongent cet axe navigable : le canal du Nivernais se dirige vers le sud depuis Auxerre et aboutit au canal latéral à la Loire, et le canal de Bourgogne traverse Saint-Florentin et Tonnerre avant d'atteindre la Saône. Au gabarit Freycinet (classe I CEMT), ces canaux sont aujourd'hui principalement dédiés à la navigation de plaisance.

## Transport aérien
L'activité aérienne est fortement limitée, d'une part par la démographie et d'autre part par la proximité de Paris. Le petit aéroport d'Auxerre - Branches n'est pas desservi par des lignes régulières mais accueille des vols de loisirs, de tourisme, d'affaires, sanitaires et de formation. Le département compte également plusieurs aérodromes dédiés principalement à l'aviation de loisirs et de tourisme : Avallon, Joigny, Pont-sur-Yonne et Saint-Florentin - Chéu.

## Transports en commun urbains et périurbains
La communauté d'agglomération de l'Auxerrois et la communauté d'agglomération du Grand Sénonais sont autorités organisatrices de la mobilité sur leur territoire et organisent des services de transport dans leur ressort territorial. 
Les réseaux Léo (Auxerre) et Intercom (Sens) comptent une quinzaine de lignes régulières d'autobus chacun ainsi que du transport à la demande.

## Modes actifs
Le département est traversé par plusieurs voies vertes, véloroutes et sentiers de grande randonnée.